# Amerika-Gipfel

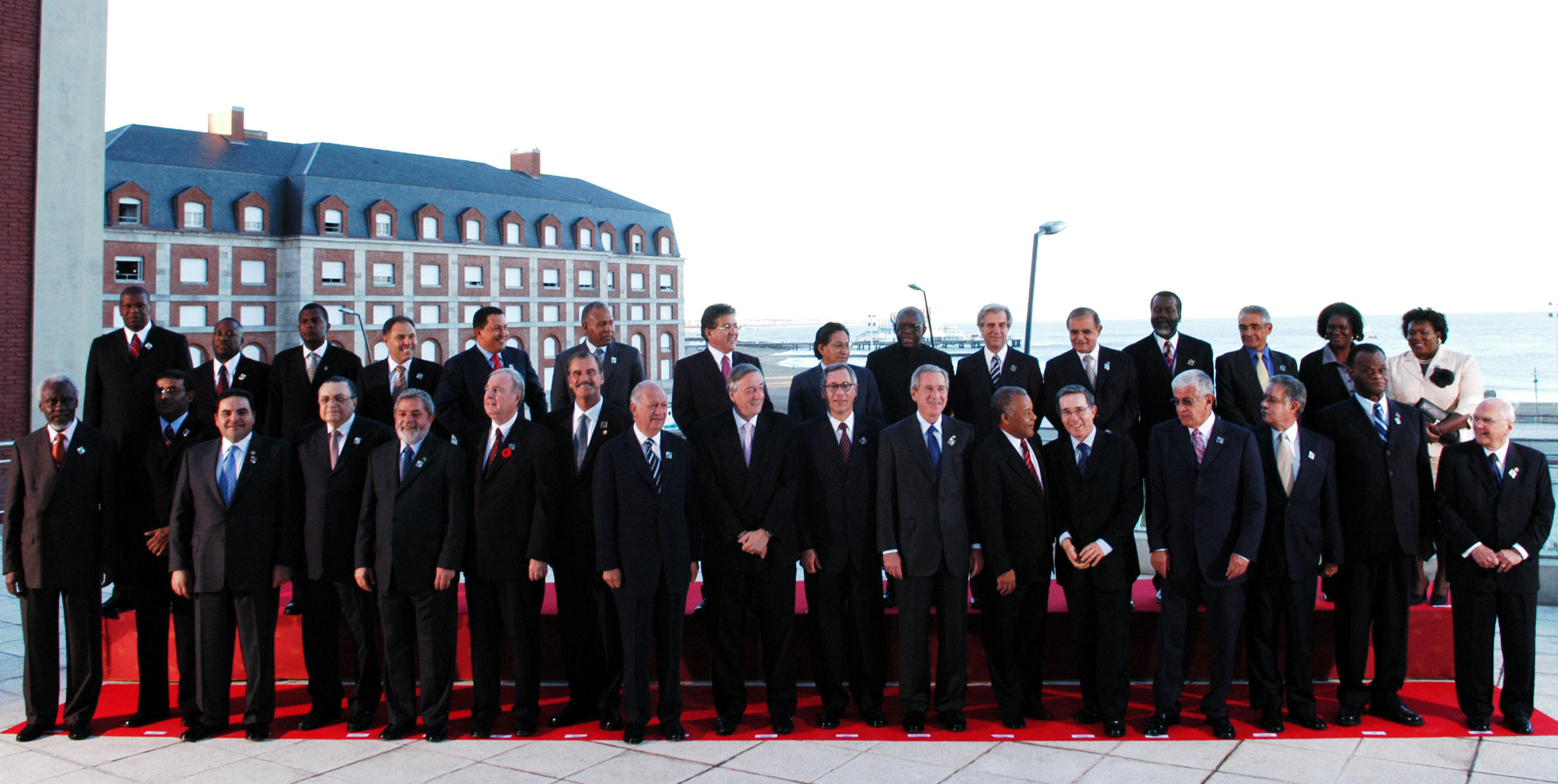
Die Staats- und Regierungschef beim „Familienfoto“ während des IV. Amerika-Gipfels 2005 in Mar del Plata, Argentinien

Die Amerika-Gipfel (seltener auch Gipfel der Amerikas als wortwörtliche Übersetzung der Originalnamen engl. Summit of the Americas, span. Cumbre de las Américas, port. Cúpula das Américas, franz. Sommet des Amériques) sind unregelmäßig stattfindende Zusammentreffen der Staats- und Regierungschefs der karibischen, nord-, mittel- und südamerikanischen Staaten, um aktuelle Probleme, deren Lösungen sowie Visionen für eine gemeinsame Entwicklung der Region zu diskutieren. Wichtigster Gegenstand des Gipfelprozesses war bis zum Jahre 2005 die Bildung einer gesamtamerikanischen Freihandelszone (FTAA).
Der Gipfelprozess wird inzwischen begleitet von gemeinsamen politischen Prinzipien und institutionellen Mechanismen.

## Ziele
Die 34 (mittlerweile mit Kuba 35) an den Gipfeln teilnehmenden Staaten weisen ökonomisch, kulturell und rechtlich gesehen große Unterschiede auf. Insofern kommt es im Rahmen der Gipfel zu extrem heterogenen Zielen.
Ganz grob lassen sich wohl zwei Gruppen von Teilnehmern an den Gipfeln unterscheiden:
- der „Norden“: die USA und Kanada als industrialisierte und vergleichsweise wohlhabende Länder
- der „Süden“: die lateinamerikanischen und karibischen Staaten

Kanada und vor allem die USA erhoffen sich vom Integrationsprozess insbesondere einen freien Zugang zu den großen lateinamerikanischen Märkten (Brasilien, Argentinien etc.). Diesen sehen sie infolge interner südamerikanischer Bemühungen (Mercosur) bedroht. Weitere wichtige Ziele des „Nordens“ sind:
- mehr Einfluss im Kampf gegen Drogen
- mehr Einfluss im Kampf gegen Kriminalität
- Sicherung von Demokratie und Marktwirtschaft in Lateinamerika (dabei auch weitere Isolierung Kubas)
- Verhinderung weiterhin großer Einwanderungsströme von Süd nach Nord

Je nach Regierung kommen noch Umweltschutz- und Menschenrechtsziele hinzu.
Dem stehen die Ziele eines großen Teils der lateinamerikanischen Staaten entgegen:
- finanzielle Unterstützung
- freier Zugang zu den Märkten Nordamerikas (insbesondere für Rohstoffe und Agrargüter)
- stärkere Investitionen nordamerikanischer Unternehmen in den südlichen Ländern
- Unterstützung im Kampf gegen Unterentwicklung und deren Folgen (Analphabetismus, Kriminalität, Umweltverschmutzung, Korruption, Drogen …)

Aufgrund dieser Ziel-Heterogenität verwundert es nicht, dass die Zielsetzungen im Rahmen der Gipfel nach wie vor sehr breit sind. Dies bremst natürlich den Grad der Zielerreichung, dürfte aber auf absehbare Zeit die einzige Möglichkeit zur multilateralen Zusammenarbeit auf dem amerikanischen Doppelkontinent bleiben.

## Institutioneller Rahmen

### Allgemeines
Aus dem ersten Gipfeltreffen aller amerikanischer Staaten 1994 hat sich inzwischen der so genannte „Gipfelprozess“, also ein Integrationsprozess, entwickelt. Es wird jedoch weiterhin vom „Gipfel“ gesprochen, da den Gesprächen zwischen den 34 Staaten nach wie vor ein klarer institutioneller Rahmen fehlt: So gibt es keine der EU vergleichbare Organisation, die den Integrationsprozess vorantreibt.
Einziger fest institutionalisierter Rahmen sind bisher
- das bei der OAS beherbergte Sekretariat des Gipfel-Prozesses
- das Steering Committee
- das Executive Council

Wichtigster Anker des Gipfelprozesses sind jedoch immer noch die Gipfeltreffen selbst; ihr enger Zeithorizont ist es, der Fortschritte ermöglicht. Das Vorbild EU zeigt, dass wichtige Entscheidungen oft kurz vor oder sogar erst während der Regierungstreffen fallen können.

### Die OAS und der Gipfel-Prozess
Die Vorbereitung des ersten Gipfels in Miami fand noch ohne Einfluss der OAS statt. Auf dem Gipfel selbst erhielt die OAS jedoch Vermittlungsaufgaben zugeteilt, wo sich die Staats- und Regierungschefs nicht einigen konnten.
An der Vorbereitung des zweiten Gipfels war die OAS schon aktiv beteiligt. Sie unterstützte den Gipfel rein technisch und wurde in nahezu allen Diskussionsbereichen als vermittelnde Instanz hinzugezogen. Die OAS organisierte hierzu eine Reihe von Diskussionstreffen in verschiedenen Fachbereichen. Der Gipfel selbst schließlich berief die OAS zum institutionellen Gedächtnis des Gipfel-Prozesses.
Eine ähnliche Rolle spielte die Organisation auch beim dritten Gipfel. Dort wurde der OAS schließlich auch institutionell die Aufgabe eines Sekretariats des Gipfel-Prozesses zugewiesen. Dieses neu geschaffene Sekretariat erfüllt folgende Aufgaben:
- Koordination und Durchführung der Vermittlungsaufgaben der OAS
- Unterstützung ministerialer und sektoraler Treffen
- Unterstützung von SIRG, Executive Council und Steering Committee
- Vorbereitung des jeweils nächsten Gipfels

## Geschichte

### Frühe Gipfeltreffen
1956 trafen sich die Staats- und Regierungschefs von 19 amerikanischen Staaten zu einem Treffen in Panama-Stadt. In einer Erklärung von Panama riefen die Teilnehmer zu gemeinsamen Anstrengungen zur Förderung der Menschenrechte und der Lebensstandards auf. Der Gipfel führte zur Gründung der Inter-American Development Bank (IDB).
Elf Jahre später trafen sich 1967 in Punta del Este (Uruguay) wiederum 19 Staats- und Regierungschefs. In einer Erklärung der Präsidenten Amerikas setzten sich die Politiker zum Ziel, soziale Unterschiede und Instabilitäten in der Region zu überwinden. Außerdem sollte bis 1980 ein gemeinsamer Markt geschaffen werden, an dem die USA (vorerst) nicht teilnehmen sollten.

### Erster Gipfel (Miami, USA)
1994 schlug der damalige US-Präsident Clinton einen gemeinsamen Gipfel aller demokratischen Staaten Amerikas vor. In bilateralen Gesprächen mit diversen lateinamerikanischen Staatschefs versuchten die USA zu erreichen, dass beim Gipfel selbst eine Erklärung und ein Aktionsplan verabschiedet werden könnten.
Am Treffen in Miami nahmen alle 34 in der Organisation amerikanischer Staaten (OAS) zusammengeschlossenen, demokratisch gewählten Staats- und Regierungschefs teil. In einer gemeinsamen Erklärung verpflichteten sich alle Staaten, die Demokratie zu fördern und durch wirtschaftliche Integration und Freihandel Wohlstand zu fördern.
In einem Miami Plan of Action setzen sie sich 22 Ziele – darunter auch Drogenbekämpfung, Bekämpfung von Korruption, Terrorismus und Umweltverschmutzung.
Die vielleicht wichtigste Zielsetzung des Miami-Gipfels war jedoch, bis spätestens 2005 eine gesamtamerikanische Freihandelszone (FTAA, Free Trade Area of the Americas) zu verwirklichen.
Anlässlich des ersten Amerika-Gipfels 1994 schuf der aus Costa Rica stammende und 1980 in die Vereinigten Staaten ausgewanderte Künstler Oscar Thomas (1956–1997) im Máximo Gómez Park (auch Domino Park genannt) in Miamis Stadtviertel Little Havana ein Wandgemälde, auf dem alle teilnehmenden Staats- und Regierungschef abgebildet sind und das (Stand: 2019) noch immer existiert.

### Zweiter Gipfel (Santiago de Chile)
Im April 1998 trafen sich wiederum 34 Staats- und Regierungschef zum Nachfolgegipfel in Santiago de Chile. Im Gegensatz zum Gipfel von Miami wurde die Agenda des Gipfels von Santiago von allen 34 Ländern gemeinsam vorbereitet.
Im Rahmen einer Summit Implementation Review Group (SIRG) wurden erstmals die gemeinsame Erklärung sowie ein zweiter Aktionsplan vorbereitet. Außerdem wurde die OAS in die Verantwortung genommen, das „institutionelle Gedächtnis des Gipfel-Prozesses“ zu sein und somit unerledigte Ziele wieder auf die Agenda zu setzen. Durch diese beiden Maßnahmen wurde der Gipfel-Prozess weiter institutionalisiert.
Allerdings wurden auf dem Santiago-Gipfel kaum greifbare Ergebnisse beschlossen. Wieder gab es eine wenig greifbare gemeinsame Erklärung, und wieder wurde ein umfangreicher Aktionsplan verabschiedet, der 27 in der Summe wohl kaum erfüllbare Initiativen beinhaltete.
Wichtigstes Ergebnis des Gipfels war die Fortschreibung des FTAA-Prozesses: Die Staats- und Regierungschefs vereinbarten diesbezüglich ausgeglichene, verständliche, transparente und WTO-konforme Verhandlungen. Weiterhin sollten die unterschiedlichen Entwicklungsniveaus und Größen der Länder bei den Verhandlungen berücksichtigt werden.

### Dritter Gipfel (Québec, Kanada)
Der dritte Gipfel 2001 in Québec wurde bereits durch weitgehend institutionalisierte Mechanismen geplant. Bereits im Vorfeld des Gipfels arbeiteten die vier Organisationen
- Inter-American Development Bank (IAB)
- Organisation amerikanischer Staaten (OAS)
- United Nations Economic Commission for Latin America and the Caribbean (ECLAC)
- Summit Implementation Review Group (SIRG)

Vorschläge für die gemeinsame Erklärung der Staats- und Regierungschefs sowie den Aktionsplan aus. Wichtigster Punkt der politischen Erklärung war die Vorbereitung einer Inter-amerikanischen Demokratiecharta.
Infolge des Québec-Gipfels wurden auch die institutionellen Mechanismen angepasst. Statt der „Troika“ aus IAB, OAS und ECLAC sollte ein Steering Committee für die Vorbereitungen von Gipfeltreffen verantwortlich sein. Diesem Komitee sollten frühere und zukünftige Gipfel-Gastgeber angehören. Dem neu eingeführten Executive Council sollten Argentinien, Brasilien, Chile, Kanada, Mexiko, die USA sowie jeweils ein Repräsentant Zentralamerikas, des CARICOM, der Rio-Gruppe und der Andengemeinschaft angehören.

### Sondergipfel in Monterrey, Mexiko
Am 12. und 13. Januar 2004 fand ein Sondergipfel im mexikanischen Monterrey statt. Ziel des Sondergipfels war es, die Zusammenarbeit aufgrund aktueller ökonomischer, sozialer und politischer Veränderungen zu verbessern. Der Sondergipfel wurde für nötig befunden, da sich seit dem letzten Gipfel in Québec etwa ein Drittel der amerikanischen Staatsregierungen neu gebildet hatte.

### Vierter Gipfel (Mar del Plata, Argentinien)
Im November 2005 kam es während des Gipfels im argentinischen Mar del Plata zu starken Protesten und teilweise zu Ausschreitungen insbesondere gegen George W. Bush. Der von den USA geforderte Beginn der gesamtamerikanischen Freihandelszone FTAA scheiterte am Widerspruch einiger lateinamerikanischer Staaten, darunter aller Mercosur-Mitgliedstaaten.

### Fünfter Gipfel (Port of Spain, Trinidad und Tobago)

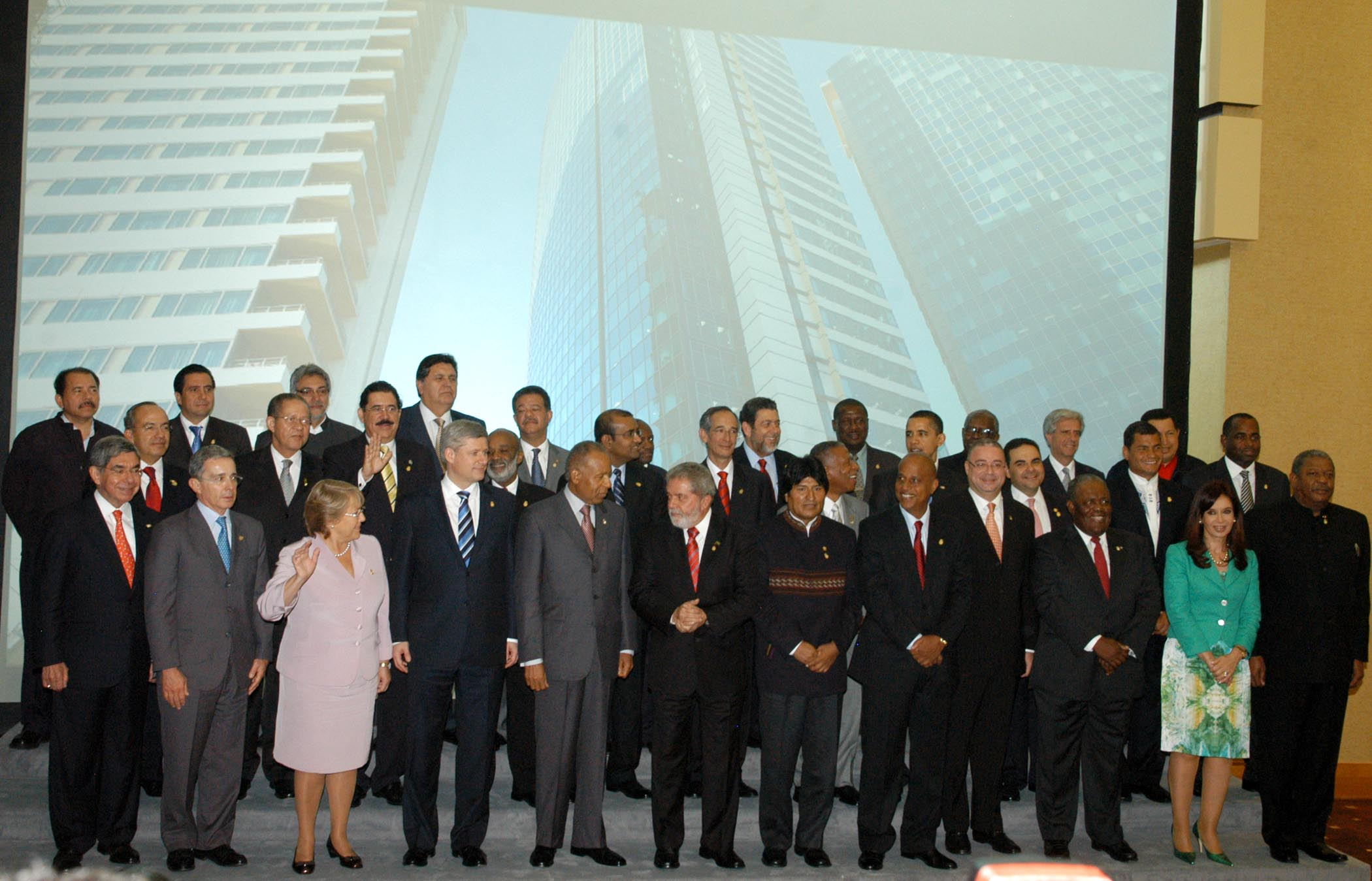
Die Teilnehmer des Amerika-Gipfels 2009

Der fünfte Gipfel fand im April 2009 in Port of Spain statt. Gastgeber war Trinidad und Tobago, Gäste waren Staats- und Regierungschefs aus allen Staaten der amerikanischen Kontinente außer Kuba. Hauptthema war die weltweite Wirtschaftskrise. Verstärkte Aufmerksamkeit wurde der Veranstaltung unter anderem deshalb zu Teil, da es sich für viele der Beteiligten um das erste Aufeinandertreffen mit dem erst kurz zuvor ins Amt gekommenen US-Präsidenten Barack Obama handelte. Die Teilnehmer konnten sich nicht auf eine gemeinsame Abschlusserklärung einigen. Die ALBA-Staaten Venezuela, Bolivien und Nicaragua versagten ihre Zustimmung wegen der ihrer Ansicht nach einseitigen Kritik an Kuba in diesem Papier.
Während des Gipfels stellte Obama Kuba einen „Neuanfang“ hinsichtlich der Beziehung zu den Vereinigten Staaten in Aussicht und bemühte sich, das Verhältnis zu Venezuela und dessen Präsident Hugo Chávez zu verbessern. Die beiden Staaten entsandten infolge des Treffens Botschafter in das jeweils andere Land, nachdem die damaligen Botschafter sieben Monate zuvor, während der Amtszeit des vorherigen US-Präsidenten George W. Bush, jeweils des Landes verwiesen worden waren.

### Folgende Gipfel
Seit 2012 kamen die Staats- und Regierungschefs Amerikas zu vier weiteren Gipfeltreffen zusammen:
- 6. Gipfel: 9.–15. April 2012 in Cartagena (Kolumbien)
- 7. Gipfel: 10.–11. April 2015 in Panama-Stadt (Panamá)
- 8. Gipfel: 13.–14. April 2018 in Lima (Peru)
- 9. Gipfel: 6.–10. Juni 2022 in Los Angeles (USA)